# Filipana
Filipana is een plaats in de gemeente Marčana in de Kroatische provincie Istrië. De plaats telt 86 inwoners (2001).